# 일성정시의

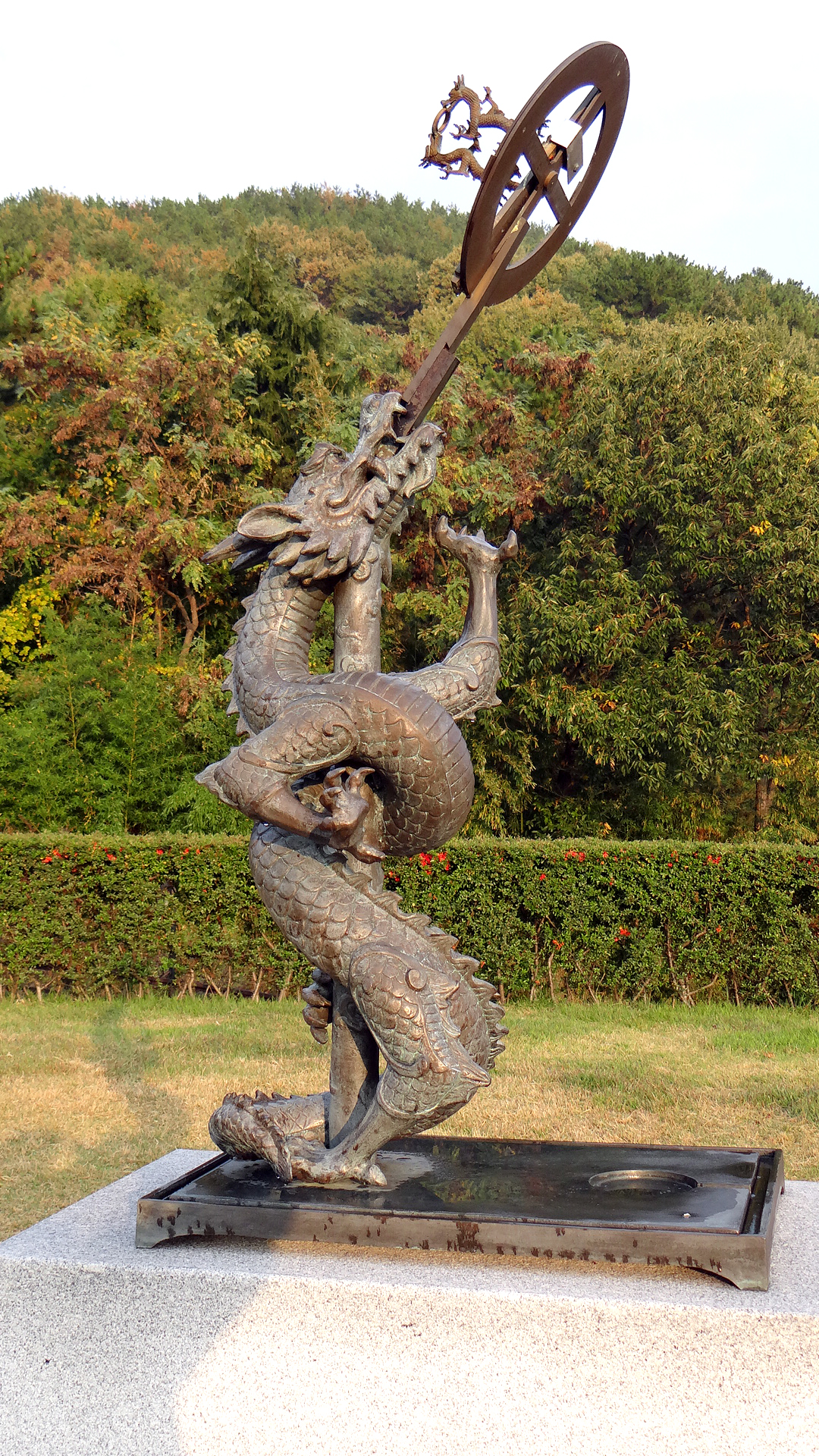
부산 장영실과학동산에 전시된 일성정시의

일성정시의(日星定時儀)는 1437년 5월 19일(조선 세종 19년 음력 4월 15일)에 처음 만들어졌으며, 세종이 이천, 정인지, 정초에게 명하여 해시계와 별시계의 기능을 하나로 모아 고안하여 낮과 밤의 시각을 측정할 수 있도록 만들게 하여 장영실 등이 만든 주야간 시계이다.

## 개요
세종은 이미 3년 전인 1434년에 물시계인 자격루와 해시계인 앙부일구를 만들었지만, 이동이 불가능하고 기기가 복잡하고 설치비가 많이 드는 자격루와 밤에는 측정을 하지 못하는 앙부일구의 단점을 보완하여 이동이 가능하며, 밤낮으로 측정할 수 있는 시계가 필요했다. 그리하여 이천과 정인지 등에 명하여 만든 것이 일성정시의이다.
일성정시의는 모두 네 개를 만들었는데, 하나는 구름과 5개의 발톱을 가진 용을 장식하여 궁궐 내 만춘전 동쪽에 두고, 나머지 세 개는 바퀴를 달아 이동식으로 만들었는데, 하나는 기후를 예측하는 서원관에 배치를 하여, 나머지 두 개는 함길도와 평안도로 배치를 하여 사용하게 하였다. 틀은 구리로 만들었고, 바퀴를 달아 이동이 가능하게 하였다.

### 원리
이는 태양시와  항성시를 측정하는 주야 겸용의 측시기로 해시계의 원리와 항성이 북극성을 중심으로 그 주위를 규칙적으로 돈다는 별시계의 원리를 적용하고 있다. 그 구조는 십자가에 세 개의 환이 있는데, 주천도분환(周天度分環), 일구백각환(日晷百刻環), 성구백각환(星晷百刻環)라고 하며, 한양의 북극고도(위도)를 기준으로 만들어졌다.

### 시간
주천환(周天丸)에 주천도(周天度)를 새기고 매도는 4분으로 하며, 일구환(日晷環)은 100각을 새기되, 매각을 6분으로 하였다. 성구환(星晷環)도 일구환과 같이 새겼으나, 자정이 신전자정에 지나서 하늘이 일주하는데, 1도를 더 지나간다. 하루에 1도, 이틀에 2도, 사흘에 3도로 하여 3백 64일에 이르면 곧 3백 64도가 되고, 다음해 동지 첫날 자정에는 3백 65도가 되니, 하루에 공도(空度)가 3분이고, 이틀에 1도 3분으로 3백 64일에 이르면 곧 3백 63도 3분이 된다.

## 유적
비록 흐린 날이나, 눈, 비가 오는 악천후 등에는 사용하지는 못했지만, 국가의 표준 시간을 지키려는 세종의 의지는 누구보다도 강력했다. 세종 때에는 모두 4개의 일성정시의가 만들어졌는데, 임진왜란과 병자호란으로 경복궁이 소실될 때 함께 없어진 것으로 보이며, 세종실록에 근거하여 복원한 것이 여주 세종대왕릉인 영릉에 있다.

## 같이 보기
- 장영실
- 혼천의
- 앙부일구
- 자격루